# 赫瑟爾高
赫瑟尔高（德語：Hörselgau，發音：[ˈhœʁzl̩ˌɡaʊ]）是德国图林根州哥达县曾经的一个市镇，面积11.53平方千米，2010年12月31日人口为1,203人。2011年12月1日，赫瑟尔高与另外9个市镇合并为新市镇赫瑟尔。